# François-Marie-Edouard de Gualy
François-Marie-Edouard de Gualy, né à Milhau le 24 octobre 1786  et mort à Albi, le 15 juin  1842, est un prélat français  du   XIXe siècle.

## Biographie
François est le septième fils de Marc Antoine de Gualy et de Marie-Anne de Rech.
François de Gualy est curé de Saint-Affrique. En 1829, de Gualy est nommé évêque de Saint-Flour et en 1833 archevêque d'Albi.